# Laguna de Torrox

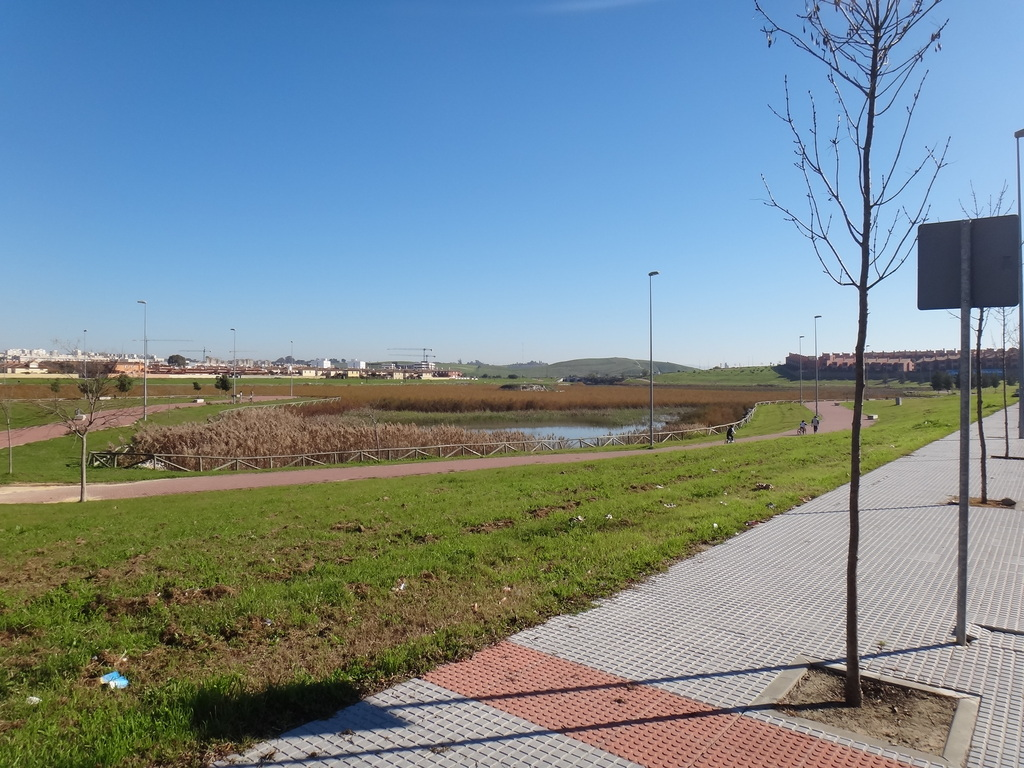
Vista de la laguna y Jerez sur

La laguna de Torrox es una laguna española situada en Jerez de la Frontera (Andalucía, España). En concreto, está en la zona de Guadabajaque, topónimo de origen árabe que significa 'el río de las redes'.

## Situación

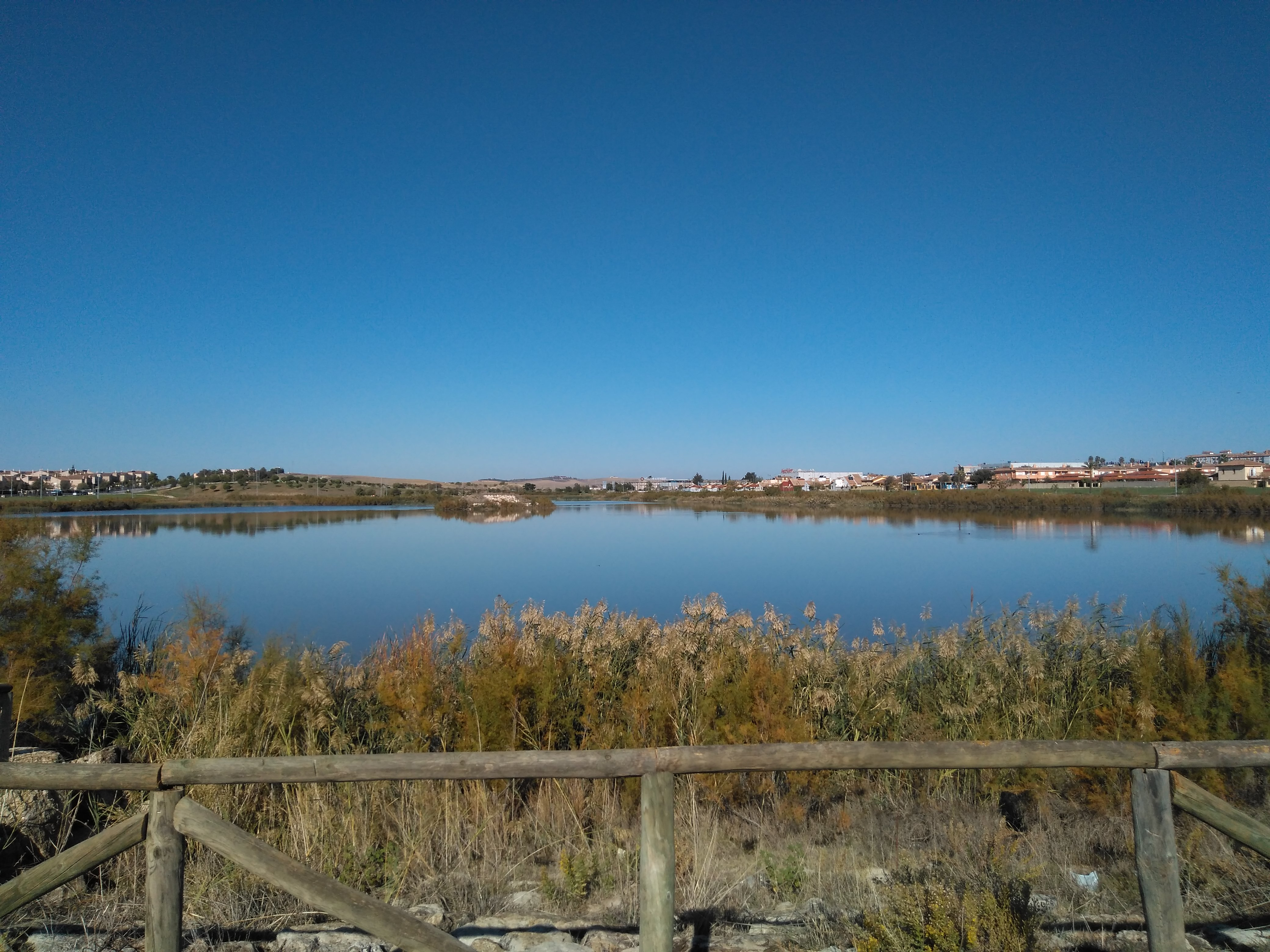
Vista del lago

La laguna recibía agua del "Arroyo de Curtidores". Sin embargo, debido al crecimiento de Jerez, la laguna se encuentra dentro de la zona sur de la ciudad, modificándolo considerablemente. Además, hace de frontera con zona de cotos.

## Conservación
Durante el año 2019 se produjeron quejas vecinales sobre su escaso mantenimiento que podía provocar tanto inundaciones como problemas medioambientales por desecación.
A partir del año 2020 el Ayuntamiento de Jerez propuso un plan de reactivación. En 2022 se añadieron merenderos, así como nuevos puntos de iluminación y senderos más accesible. También se incluyó dentro del Anillo Verde de la ciudad.

## Fauna
En 2007 se encontró un cocodrilo en la laguna, que fue capturado.
En 2018 se pone en marcha un dispositivo de atención a los felinos de la zona, liderado por la "Asociación para la Protección de la Colonia Felina de Torrox".
En 2020 se producen roces entre defensores de la colonia de patos (algunos protegidos como especie de Interés Especial) y los de los felinos.

## Memoria histórica
En sus inmediaciones se encontraba el "Rancho del Pescadero", donde hubo acciones de represión en la Guerra Civil.

## Véase también

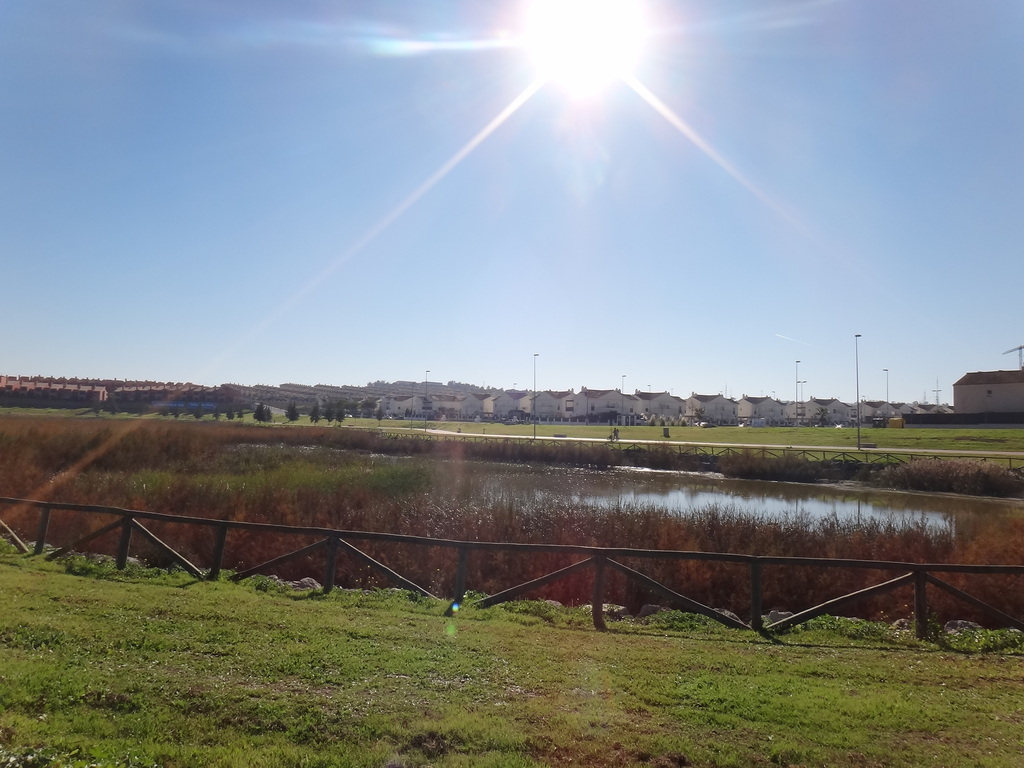
Laguna